# Monumento al Tratado de Waitangi
El Monumento al Tratado de Waitangi, también conocido como el memorial Te Tii, está registrado en Heritage New Zealand como una estructura de Categoría I. Está localizado en Te Karuwha Parade en Paihia.
El monumento fue construido cerca de 1880 y 1881. Su inscripción muestra el texto completo del Tratado de Waitangi en su versión maorí.
El monumento fue registrado como artículo patrimonial de Categoría I el 19 de marzo de 1987 con número de registro 71.

## Historia

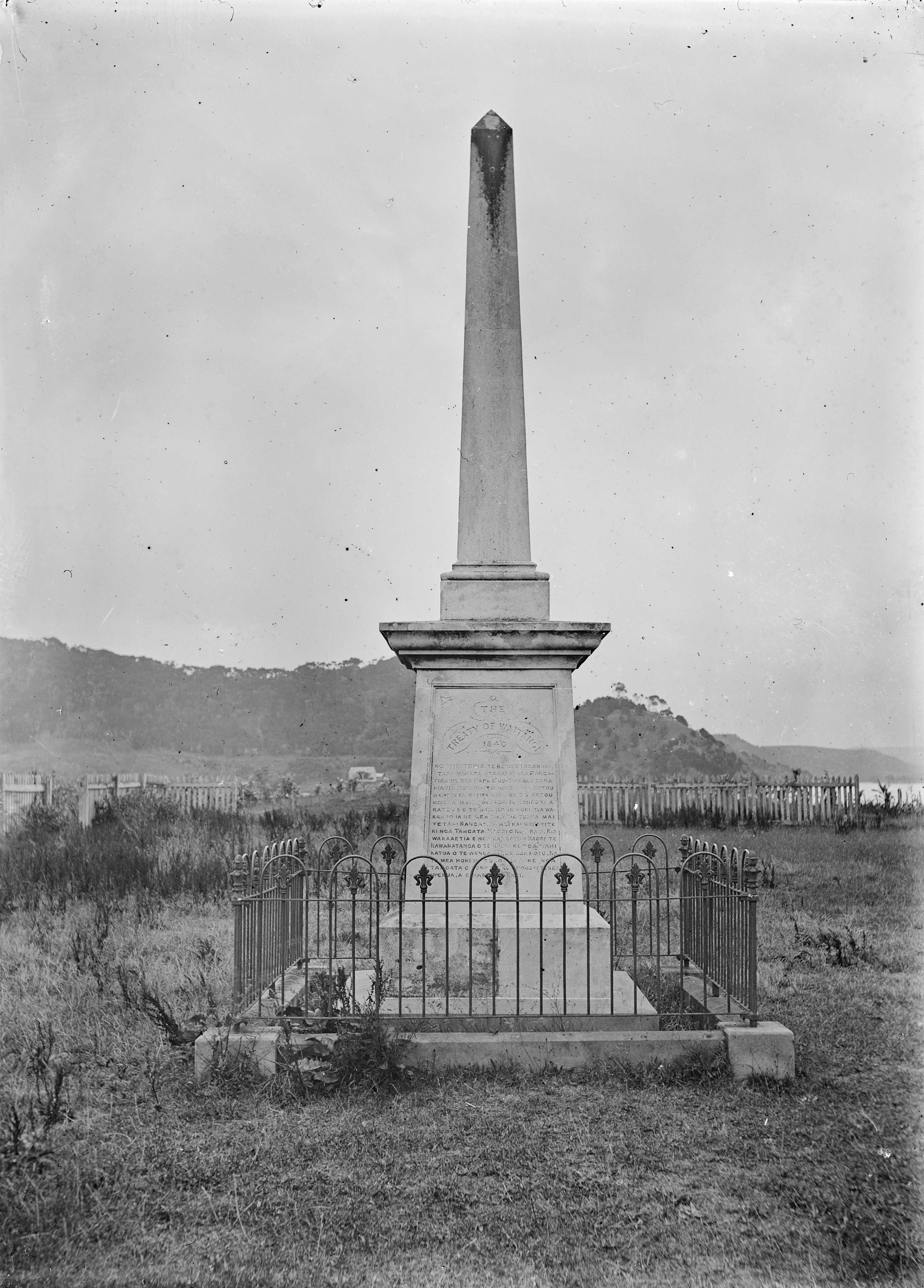
El Monumento al Tratado de Waitangi en 1912

A mediados de 1880, miembros de Ngāpuhi encargaron a la compañía de canteros Buchanan la construcción de un monumento conmemorativo de la firma del Tratado de Waitangi. La base los cimientos del monumento fue construida con arenisca de Sídney, el material utilizado para el monumento fue la piedra de Oamaru. Se construyó con una gran base de fuste, capitel y friso con una columna decreciente, la estructura tiene una altura de 5.2 metros. Las placas que llevan una inscripción del texto completo del Tratado de Waitangi en maorí fueron colocadas en los cuatro lados de la base, así como una inscripción adicional la cual 512 firmaron.
El monumento fue revelado el 26 de marzo de 1881.